# Roy Präger
Roy Präger (Zossen, 22 settembre 1971) è un ex calciatore tedesco, di ruolo attaccante.

## Carriera
Giocò come attaccante in Bundesliga con Wolfsburg e Amburgo.